# Omies
Omies (en llatí Omias, en grec antic Ωμίας "Omías") fou un polític espartà, cap dels deu comissionats enviats a Filip V de Macedònia quan aquesta era a Tegea l'any 220 aC, per donar garanties de la fidelitat del país després que un tumult a Esparta havia provocat l'assassinat de l'èfor Adimant i altres membres del partit favorable als macedonis, ja que la culpa de la rebel·lió va ser atribuïda pels comissionats al mateix Adimant.
Filip V, després d'haver escoltat el consell d'alguns dels seus assessors que li recomanaven de tractar severament a Esparta, va rebutjar aquestes opinions i va enviar al seu amic Petreu per acompanyar els comissionats de tornada i demanar la fidelitat de Lacedemònia en la seva aliança amb ell, segons diu Polibi.